# Pinacolkoppeling
De pinacolkoppeling is een koppelingsreactie uit de organische chemie waarbij een enkelvoudige koolstof-koolstofbinding wordt gevormd tussen de koolstofatomen van carbonylgroepen van een aldehyde of keton, in aanwezigheid van een elektrondonor (typisch een metaal of een amalgaam). Het proces verloopt met vorming van vrije radicalen. Het reactieproduct is een vicinaal diol. Een voorbeeld is de koppeling van twee moleculen benzaldehyde:
De reactie zelf werd vernoemd naar het reactieproduct pinacol (2,3-dimethyl-2,3-butaandiol), dat ontstaat bij de koppeling van twee moleculen aceton, onder invloed van magnesium als elektrondonor:
Hoewel de reactie doorgaans een homokoppeling is (twee identieke fragmenten die aan elkaar gekoppeld worden), komen ook crosskoppelingsreacties voor. Pinacol werd in 1859 ontdekt door de Duitse scheikundige Wilhelm Rudolph Fittig.

## Reactiemechanisme
De reactie start met een één-elektronreductie, waarbij magnesium één valentie-elektron overdraagt op het antibindend moleculair orbitaal van de carbonylgroep (1), zodat een intermediair ketylradicaal (2) ontstaat. Omdat magnesium nog een valentie-elektron bezit, kan een tweede equivalent van de carbonylverbinding op gelijkaardige wijze gereduceerd worden, zodat een diradicaal intermediair (3) wordt gevormd. Deze radicalen recombineren, met vorming van een koolstof-koolstofbinding. Na afwerking van het daarbij ontstane magnesiumpinacolaat (4) in waterige milieu, wordt het uiteindelijke pinacol (5) gevormd.
De aanwezigheid van magnesium zorgt ervoor dat de gevormde ketylradicalen voldoende dicht bij elkaar zitten om met elkaar te reageren. Dit berust op het coördinerend vermogen van het metaalion dat gevormd wordt. Na afwerking in waterig midden ontstaat magnesiumhydroxide, dat zeer slecht oplosbaar is in water en kan worden afgefiltreerd.

## Praktische uitvoering en reactieomstandigheden
Pinacol zelf wordt bereid uit aceton. De reactie wordt uitgevoerd in benzeen of een ander inert oplosmiddel. Tolueen kan niet gebruikt worden, omdat het zelf reageert met de gevormde ketylradicalen. Het magnesium (in de vorm van krullen, korrels of een poeder) wordt in een kolf met het oplosmiddel gebracht. De reactie dient te worden uitgevoerd in afwezigheid van vocht of zuurstof, zodat de hele opstelling onder stikstof- of argonatmosfeer wordt geplaatst. Onder reflux wordt een oplossing van kwik(II)chloride in aceton druppelsgewijs toegevoegd. Zodra er een welbepaalde hoeveelheid aceton is toegevoegd, verloopt de reactie zeer hevig, waardoor voldoende koelen met een refluxkoeler noodzakelijk is. Na verloop van tijd wordt de reactie minder hevig en wordt verder aceton toegevoegd. De volledige reactie neemt vaak enkele uren in beslag.
Naast magnesium kunnen ook andere metalen of amalgamen gebruikt worden voor de koppeling: magnesiumamalgaam, aluminiumamalgaam, natrium en natriumamalgaam. Het kan ook op elektrochemische wijze gebeuren.
Benzaldehyde kan op fotochemische wijze een pinacolkoppeling ondergaan tot benzopinacol of op thermochemische wijze waarbij aluminium gebruikt wordt als reductor en een katalytische hoeveelheid vanadium(III)chloride wordt toegevoegd.

## Toepassingen
De pinacolkoppeling biedt mogelijkheid tot verdere reactie: de pinacolomlegging. Het vicinale diol wordt immers in zuur milieu omgezet tot een ketonfunctionaliteit. In het geval van pinacol zelf wordt daarbij pinacolon gevormd.
De pinacolkoppeling is reeds gebruikt bij de totaalsynthese van taxol.